# Afrikansk vildåsna
Afrikansk vildåsna (Equus africanus) är ett uddatåigt hovdjur och stamformen till tamåsnan. Den förekommer i nordöstra Afrika, Somalia och Etiopien där den lever i väldigt ogästvänliga bergstrakter. 

## Utseende
Vildåsnan är oftast gråfärgad men gråbruna åsnor förekommer. Magen är vit och den har en svart linje på ryggen (en så kallad ål) och ett mankkors. Ibland finns mörka tvärstreck på extremiteterna. Huvudet är stort och den har långa öron. Den har en mankhöjd på ungefär 120 centimeter och kan väga mellan 100 och 130 kilogram. Manen är gles och upprättstående. Svansen är omkring 45 centimeter lång.

## Ekologi
Vildåsnan är specialist på att överleva i extrema förhållanden. Den klarar av svår torka, stora temperaturskillnader och sandstormar. Den klarar sig på mager diet som till exempel buskgrenar och tjockbladiga saltväxter. Den håller mest till i halvöknar och i bergiga terränger och är en skicklig klättrare. Vildåsnan är de uddatåiga hovdjurens motsvarighet till geten. Eftersom den lever i sådan hård miljö där det är långt mellan vattenhålen klarar den av att dricka bräckt vatten.
Vildåsnor är flockdjur, men flockarna är mycket löst sammansatta och de har inte någon riktig hierarki. En flock kan ha runt 40 till 50 djur ena dagen och betydligt färre en annan dag, de kommer och går som de behagar. Hingstarna brukar hålla revir som de markerar med spillning. Spillningen är inte till för att skrämma bort andra hingstar utan snarare ett sätt för hingsten att veta var hans revirgränser går. Han kan tolerera en annan hingst i sitt revir om det inte finns ett brunstigt sto i närheten. Ett vildåsnesto är dräktigt i ungefär ett år och hon brukar bara föda två föl. Om en åsna får leva och ha hälsan kan den bli upp emot 50 år gammal.
En vildåsna har inte några naturliga fiender där den lever för det finns inte ett enda rovdjur som klarar den svåra miljön som åsnorna lever i. Det största hotet mot arten är istället människans jakt och konkurrensen med tamboskap om bete och vatten. 

## Underarter
Afrikansk vildåsna delas upp i fyra underarter varav den domesticerade tamåsnan idag ofta behandlas som en:
- Nubisk vildåsna (Equus africanus africanus) - förekommer från östra Sudan till Röda havet. I Sudan och Eritrea är den nästan utrotad, men i delar av Sahara förekommer den fortfarande.
- Somalisk vildåsna (Equus africanus somaliensis) - förekommer i Somalia och Etiopien.
- Equus africanus atlanticus - utdöd.
- Åsna (Equus africanus asinus) - domesticerade formen av åsna.